# Magyargurab
Magyargurab (1899-ig Német-Gurab, szlovákul Veľký Grob korábban Nemecký Grob, németül Deutsch-Grub) község Szlovákiában, a Nagyszombati kerületben, a Galántai járásban.

## Fekvése
Galántától 22 km-re északnyugatra fekszik.

## Története
A község területén már az újkőkorszakban éltek emberek. A zselízi, a lengyeli kultúra emberének települései kerültek itt elő. A 2.–3. században kelta, a 8.–9. században pedig morva település állt itt.
Magyargurab első írásos említése 1257-ből származik. Nevének előtagját magyar többsége alapján kapta.
A 16. század végén horvát és német telepesek érkeztek ide és a falu területe megnövekedett. A település a szentgyörgyi uradalomhoz tartozott, majd a 17. század végétől a királyfai uradalom része lett. Lakói mezőgazdasággal, szőlőtermesztéssel, takácsmesterséggel és hímzéssel foglalkoztak.
Vályi András szerint "GURÁB. Német Guráb. Magyar, és tót falu Posony Vármegyében, földes Ura G. Pálfy Uraság, lakosai katolikusok, és evangelikusok, fekszik Puszta Födémeshez fél mértföldnyire, és az Uraságnak jeles kastéllyával díszesíttetik, Tarnók nevű puszta is hozzá tartozik. Határja jó termékenységű, vagyonnyai jelesek, és külömbfélék. Csadé nevű tava is van, első Osztálybéli."
Fényes Elek szerint "Guráb (Német), vegyes magyar-tót falu, Pozsony vmegyében,, Szenczhez nyugot-éjszakra 1 1/2 órányira: 298 kath., 677 evang. lak., kiknek 3/4 magyar, 1/4 tót. Evang. paroch. templom; urasági kastély. Róna határa gazdag termékenységű; szarvasmarhája sok és szép; nem messze innen láthatni Tárnok faluja templomának omladékait. Az itt lakott horvátok gr. Illésházy nádor alatt költöztek ki. F. u. gr. Pálffy Ferencz."
A trianoni békeszerződésig Pozsony vármegye Szenci járásához tartozott.

## Népessége
| Év:            | 1994. | 2004.   | 2014.   | 2024.    |
| -------------- | ----- | ------- | ------- | -------- |
| Emberek száma: | 1247  | 1290    | 1307    | 1451     |
| Eltérés:       |       | +3,44 % | +1,31 % | +11,01 % |

| Év:            | 2023. | 2024.   |
| -------------- | ----- | ------- |
| Emberek száma: | 1459  | 1451    |
| Eltérés:       |       | -0,54 % |

1880-ban 1276 lakosából 809 magyar, 379 szlovák és 30 német anyanyelvű, továbbá 58 csecsemő volt; ebből 412 római katolikus, 805 evangélikus és 59 zsidó vallású.
1890-ben 1281 lakosából 841 magyar és 394 szlovák anyanyelvű volt.
1900-ban 1374 lakosából 977 magyar, 373 szlovák és 24 német anyanyelvű lakta; ebből 912 evangélikus, 404 római katolikus, 1 református és 57 zsidó vallású.
1910-ben 1392 lakosából 1033 magyar és 352 szlovák anyanyelvű volt.
1921-ben 1400 lakosából 638 magyar és 730 csehszlovák volt.
1930-ban 1399 lakosából 496 magyar és 889 csehszlovák volt.
1970-ben 1413 lakosából 33 magyar és 1377 szlovák volt.
1980-ban 1301 lakosából 32 magyar és 1255 szlovák volt.
1991-ben 1277 lakosából 1221 szlovák és 51 magyar volt.
2001-ben 1256 lakosából 1208 szlovák és 41 magyar volt.
2011-ben 1253 lakosából 1155 szlovák, 41 magyar és 23 cigány volt.
2021-ben 1425 lakosából 27 (+8) magyar, 1305 (+9) szlovák, 4 (+6) cigány, 1 (+5) ruszin, 13 (+2) egyéb és 75 ismeretlen nemzetiségű volt.

## Nevezetességei
- Késő reneszánsz kastélya a 17. század második felében épült.
- Szent Anna tiszteletére szentelt római katolikus templomát 1771-ben építették egy korábbi barokk kápolna helyén.
- Evangélikus templomát 1788-ban építették. Tornyát 1936-ban újjáépítették.

## Külső hivatkozások
- Hivatalos oldal
- Községinfó
- Magyargurab Szlovákia térképén
- Travelatlas.sk